# Le Mariage mystique de sainte Catherine (Maître JG)
Pour les articles homonymes, voir Le Mariage mystique de sainte Catherine.
Le Mariage mystique de sainte Catherine est une gravure sur cuivre au burin réalisée par Maître JG. Il existe des exemplaires à Londres, Vienne, Zurich et à Paris à la BnF au département des estampes et dans la collection des Rothschild. Elle mesure 78 × 108 mm.

## Description
Marie qui tient dans ses bras Jésus, le montre à Sainte Catherine. Autour de cette scène deux anges jouent de la musique avec une cornemuse et une viole. Le décor est constitué comme à l'habitude chez Maître JG d'une architecture monumentale. 

## Analyse
Cette estampe peut être rapprochée du Combat des deux apprentis orfèvres et des Trois danseuses. Les trois œuvres ont les mêmes dimensions, les mêmes architectures élancées et des personnages à la physionomie similaires. Leutrat estime donc que ces trois réalisations sont chronologiquement proches. Elle souligne également la qualité d'exécution malgré la petite dimension, en pointant en exemple les cheveux ou les détails des vêtements.